# 兰屿秋海棠
兰屿秋海棠（学名： ; 達悟語: Esem）为秋海棠科秋海棠属的植物。分布在琉球群岛、菲律宾、台灣等地，常生于低海拔的杂木林下，目前已由人工引种栽培。

## 原產地與分佈
本种的原產地包括菲律賓的巴丹島、琉球之西表島及臺灣的綠島、蘭嶼及恆春；多見於森林下及多苔蘚的岩石上。
其分佈范围包括恆春半島、蘭嶼與綠島兩個火山島上。生長環境除了森林底層及林緣外，亦是海岸附近後灘隆起珊瑚礁區及海崖植群之一 。

## 用途
本种可用于觀賞，其花色潔白，開花時讓珊瑚礁海岸增加更多的生機。
本种也可食用，全株多汁，長達 10~20 公分的葉柄及花梗，是野外活動解渴的自然資源。但世居於此的達悟族常摘採葉柄沾鹽生食，對於花梗則認為不可摘食，否則會引起聲啞。

## 外觀描述
本种为多年生草本；根莖伸長，肉質，具橫走地下莖，匍匐狀，長 10~30 公分，徑 0.7~0.9 公分，略為暗褐色；地上莖不明顯。
葉皆為根生，圓形，徑 8~15 公分，先端銳尖，基部歪心形，紙質至略為肉質，近似全緣至有疏生粗鋸齒，表裡兩面皆光滑無毛，表面呈有光澤的綠色，背面淡綠色，有脈 8~10 條；葉柄肉質，長 8~15 公分，光滑無毛；托葉卵形，長 0.9~1.2 公分，寬 0.7~0.9 公分，先端銳尖。
花數枚，常為 6~9 枚，白色至略帶淡紫色，開放時徑 2.5~3.5 公分，聚繖花序排列；花莖抽自於根莖的先端，長 15~20 公分，直立或斜上昇，光滑無毛，先端具有分枝；花柄長 1.5~2 公分，細長，光滑無毛；雄花：花被片 4 枚排列成二列，外列較大，圓形，長 1.5~1.9 公分，寬 1.4~1.7 公分，先端圓形；內列花被片倒卵形，長 0.8~0.9 公分，寬 0.6~0.7 公分，先端鈍形；雄花多數，長 0.25~0.4 公分；花絲離生，長 0.15~0.2 公分；花藥長橢圓形，先端鈍；雌花：花被片常為 5 枚，內列者多為 3 枚，與雄花的花被片近似整齊；花柱 3 枚，先端二裂；柱頭彎曲。
果實為蒴果，三稜形，外形略為卵形至卵狀圓形，長 1~1.4 公分，有不相等的三枚翅片。